# Milton Williams (giocatore di football americano)
Milton Jawauh Williams (Crowley, 6 aprile 1999) è un giocatore di football americano statunitense che milita nel ruolo di defensive tackle per i New England Patriots della National Football League (NFL).

## Carriera

### Philadelphia Eagles
Al college Williams giocò a football alla Louisiana Tech University. Fu scelto nel corso del terzo giro (73º assoluto) del Draft NFL 2021 dai Philadelphia Eagles. Il 31 ottobre mise a segno il primo sack in carriera su Jared Goff dei Detroit Lions. La sua stagione da rookie si chiuse con 30 tackle e 2 sack disputando tutte le 17 partite, di cui 2 come titolare.
Nel 2022 gli Eagles raggiunsero il Super Bowl LVII, in cui Williams mise a segno un tackle nella sconfitta per 38–35 contro i  Kansas City Chiefs. Due anni dopo Philadelphia fece ritorno alla finalissima dove, nella rivincita contro i Chiefs, Williams mise a referto due sack, un fumble forzato e uno recuperato nella vittoria per 40–22 nel Super Bowl LIX, conquistando il suo primo titolo.

## Palmarès
- Super Bowl : 1

Philadelphia Eagles: LIX
- National Football Conference Championship: 2

Philadelphia Eagles: 2022, 2024